# Biedrzychowice (gromada w powiecie lubańskim)
Biedrzychowice – dawna gromada, czyli najmniejsza jednostka podziału terytorialnego Polskiej Rzeczypospolitej Ludowej w latach 1954–1972.
Gromady, z gromadzkimi radami narodowymi (GRN) jako organami władzy najniższego stopnia na wsi, funkcjonowały od reformy reorganizującej administrację wiejską przeprowadzonej jesienią 1954 do momentu ich zniesienia z dniem 1 stycznia 1973, tym samym wypierając organizację gminną w latach 1954–1972.
Gromadę Biedrzychowice z siedzibą GRN w Biedrzychowicach utworzono – jako jedną z 8759 gromad na obszarze Polski – w powiecie lubańskim w woj. wrocławskim, na mocy uchwały nr 19/54 WRN we Wrocławiu z dnia 2 października 1954. W skład jednostki weszły obszary dotychczasowych gromad Biedrzychowice, Zapusta, Wieża, Karłowice, Nowa Świdnica i Kałużna ze zniesionej gminy Biedrzychowice w tymże powiecie. Dla gromady ustalono 17 członków gromadzkiej rady narodowej.
Gromada przetrwała do końca 1972 roku, czyli do kolejnej reformy gminnej.